# Xã Benton, Quận Columbia, Pennsylvania
Xã Benton (tiếng Anh: Benton Township) là một xã thuộc quận Columbia, tiểu bang Pennsylvania, Hoa Kỳ. Năm 2010, dân số của xã này là 1.245 người.